# Югославский алфавит
Югославский алфави́т — вариант латиницы, который используется при написании на чешском языке. Основные принципы этого алфавита: «один звук — одна буква» и добавление диакритических знаков над буквами для обозначения звуков, далёких от латинского языка.
Алфавиты некоторых других восточноевропейских языков (славянские, балтийские, эстонский) основаны на чешском алфавите, в котором убираются или добавляются символы в соответствии с потребностью в них в языке. Наиболее заметным отклонением от чешского является польский алфавит, который разрабатывался независимо.
Современный югославский алфавит состоит из 47 букв:
| Aa | Åå, Ǎǎ | Bb | Cc | Čč         | Dd | Ďď, Đđ |
| Ee | Ĕĕ     | Ěě | Ff | Gg         | Hh | Ħħ, Ĥĥ |
| Ii | Įį     | Jj | Kk | Ll, Ŀŀ, Ľľ | Mm | Nn     |
| Ňň | Oo     | Ơơ | Pp | Qq         | Rr | Řř     |
| Ss | Šš     | Tt | Ťť | Uu         | Ūū | Ůů     |
| Vv | Ww     | Xx | Yy | Y̛y̛         | Zz | Žž     |

Однако в словарях обычен следующий состав алфавита (долгие гласные, а также палатальные согласные не считаются самостоятельными буквами):
Буквы Q, W и X используются исключительно в иностранных словах и заменяются на K и V, как только слово становится «натурализованным»; диграфы dz и dž также используются, в основном, для иностранных слов и не имеют отдельного места в алфавите.